# 박신원 (기타리스트)
박신원(1988년 12월 7일 ~ )은 대한민국의 기타리스트이다.

## 앨범
- 2017년 Today Is Swednesday
- 2017년 Swednesday #6
- 2017년 Swednesday #5
- 2017년 Swednesday #4
- 2017년 Swednesday #3
- 2017년 Swednesday #2
- 2016년 Swednesday #1
- 2015년 Midnight
- 2013년 Gradation
- 2010년 Lie Before Sunrise (Digital Single)

## 곡
- 2017년 좋았을텐데 (Ballad Ver.) (With 홍동균)
- 2017년 When I (Unplugged Ver.) (With 홍동균)
- 2017년 같이 걸을까 (Classical Ver.) (With 이혜지)
- 2017년 같이 걸을까 (With 이혜지)
- 2017년 Light Is You (Plugged Ver.)
- 2017년 And I (Part 2) (With Linda Floresta)
- 2017년 And I (Part 2) (With Linda Floresta)
- 2017년 사랑인가봄 (Piano Ver.) (with 오하윤)
- 2017년 And I (Part 2) (With Linda Floresta)
- 2017년 좋았을텐데 (With 김예빈)
- 2017년 싫어 (With Samee)
- 2017년 Light is you
- 2017년 너를 보다 (With 반광옥)
- 2017년 When I (With 홍동균)
- 2017년 Light is you (Inst.)
- 2017년 너를 보다 (Inst.)
- 2017년 좋았을텐데 (Inst.)
- 2017년 사랑인가봄 (Inst.)
- 2017년 When I (With 홍동균)
- 2017년 좋았을텐데 (With 김예빈)
- 2017년 사랑인가봄 (With 조형우)
- 2017년 When I (Inst.)
- 2016년 같이 걸을까 (With 이혜지)
- 2016년 같이 걸을까 (Inst.)
- 2013년 Sunflower
- 2013년 How Could You (Remake Ver.)
- 2013년 여행 (Feat. 김승재 of Acoustic Collabo)
- 2013년 편지 (Inst.)
- 2013년 이별이 아니다 (Remake Ver.)
- 2013년 그곳으로 (Feat. 이건율)
- 2013년 하루하루
- 2013년 지금, 우리
- 2013년 헤어지던 날
- 2013년 Lie To Me (Remake Ver.)
- 2013년 하루하루 (Inst.)
- 2013년 함께 걷는 이 길 (Feat. 정윤호)
- 2013년 달에게
- 2013년 편지
- 2010년 Lie To Me
- 2010년 이별이 아니다
- 2010년 How Could You

## 기타
- 2014 작사, 작곡박신혜 - My Dear (부제 : 꽃)
- 2014 편곡B1A4 - OH MY GOD

## 가족
- 아버지: 박현종
- 어머니: 조미숙
- 아내: 비연예인 일반인 여성
- 여동생: 박신혜 (1990년 2월 18일 ~)
  - 매제: 최태준 (1991년 7월 7일 ~)
  - 외조카 : 최주원 (2022년 5월 31일 ~)
- 자녀: 없음

## 학력
- 잠실고등학교 (졸업)
- 서울예술대학교 실용음악과 (졸업)